# Ermita del Pópul
La ermita del Pópul está situada a 3,4 km de Jávea (Provincia de Alicante, España), por la carretera que va hacia Jesús Pobre. 
Se trata de una construcción de planta rectangular con cubierta a dos aguas, con un gran arco interior de tosca apuntado y una sola nave. 
En su interior se encuentra un deteriorado lienzo del siglo XVII donde aparece representada la Virgen Niña con San Joaquín y Santa Ana.